# Bolt (film din 2008)
Bolt este un film de animație american din anul 2008 produs de Walt Disney Animation Studios, fiind al 49-lea  film animat de Disney. Este regizat de Chris Williams care a lucrat și pentru filmele Mulan și Împăratul Vrăjit. Filmul îi are ca voci principale pe John Travolta, Miley Cyrus, Malcolm McDowell, Susie Essman și Mark Walton. Povestea filmului se rezumă la un câine alb și mic pe nume Bolt care și-a petrecut întreaga viață pe platourile de filmare ale unui serial, crezând că are puteri supranaturale. Când el crede că stăpâna lui, Penny, este răpită, fuge de pe platourile de filmare pentru a o „salva”.
Premiera românească a avut loc pe 26 decembrie 2008 în 2D, varianta subtitrată, și în 3D, varianta dublată în limba română, fiind disponibil din 16 aprilie 2009 și pe suport DVD și Combo Blu-Ray și Blu-Ray 3D, distribuit de Prooptiki și Provideo România, fiind dublat de Mihaela Rădulescu (Mittens), Dani Oțil (Rhino) și Virgil Ianțu (Bolt).

## Prezentare
Pentru super-câinele Bolt (John Travolta), fiecare zi este plină de aventură, pericole și intrigi - cel puțin până când camerele de luat vederi se opresc, căci Bolt este starul unui serial TV de succes. Când el este transportat din greșeală la New York, vom avea parte de cea mai mare aventură: una pe bune, în lumea reală. Înarmat doar cu convingerea că toate faptele sale nemaipomenite sunt în același timp și reale și însoțit de doi improbabil companioni (o pisică de casă și un hamster), Bolt va descoperi că nu are nevoie de super-puteri pentru a fi erou.

## Distribuția
- John Travolta (Bolt)
- Miley Cyrus (Penny)
- Susie Essman (Mittens)
- Mark Walton (Rhino)
- Malcolm McDowell (Dr. Calico)
- Nick Swardson (Blake)
- Diedrich Bader (Veteran Cat)
- Chloë Moretz (Penny tânǎrǎ)
- Greg Germann (The Agent)
- James Lipton (The Director)
- Randy Savage (Thug)
- Kari Wahlgren (Mindy)
- Grey Delisle (mama lui Penny)

## Legături externe
- Site web oficial
- Bolt la Internet Movie Database
- Bolt la AllRovi
- Bolt la Box Office Mojo
- Bolt la Rotten Tomatoes